# رضيح (تريم)
'

تعديل مصدري - تعديل

رضيح هي إحدى قرى عزلة تريم بمديرية تريم التابعة لمحافظة حضرموت، بلغ تعداد سكانها 703 نسمة حسب تعداد اليمن لعام 2004.